# Hiệp hội bóng đá toàn Nepal
Hiệp hội bóng đá toàn Nepal (ANFA) (tiếng Nepal: अखिल नेपाल फुटबल सङ्घ) là tổ chức quản lý, điều hành các hoạt động bóng đá ở Nepal. ANFA quản lý đội tuyển bóng đá quốc gia Nepal, tổ chức các giải bóng đá như giải vô địch bóng đá Nepal, cúp bóng đá Nepal, ANFA là thành viên của cả Liên đoàn bóng đá thế giới (FIFA), Liên đoàn bóng đá châu Á (AFC) và Liên đoàn bóng đá Nam Á (SAFF).
Chủ tịch của Hiệp hội bóng đá toàn Nepal hiện nay là ông Ganesh Thapa.